# 联合国经济、社会及文化权利委员会
联合国经济、社会及文化权利委员会（英語：United Nations Committee on Economic, Social and Cultural Rights）是联合国辖下的一个专门委员会，负责监督《经济、社会及文化权利国际公约》的执行。《任择议定书》赋予了个人就经济、社会和文化权利受侵害之申诉与救济程序。
该委员会有18名委员，每两年举行会议，评估《经济、社会及文化权利国际公约》的缔约国采取的措施，以及各国取得的进步与其尊重《公约》中认定权利过程中的障碍。